# Bröl (Waldbröl)
Bröl ist eine Ortschaft in der Stadt Waldbröl im Oberbergischen Kreis im südlichen Nordrhein-Westfalen (Deutschland) innerhalb des Regierungsbezirks Köln.

## Lage und Beschreibung
Der Ort liegt ca. 4,3 km nördlich vom Stadtzentrum entfernt.

## Geschichte

### Erstnennung
1427  wurde der Ort das erste Mal urkundlich erwähnt und zwar „Fehde der E. v. Isengarten, Tiel Offerman van Bruel im Hoymberg.“
Schreibweise der Erstnennung: Bruel.
Sichere Erstnennung 1447 und zwar als Ou(ver)broill

## Bus- und Bahnverbindungen

### Linienbus
Haltestelle: Bröl
- 311 Waldbröl, Nümbrecht (OVAG)
- 312 Waldbröl, Nümbrecht (OVAG)